# Église Saint-Georges de Kyoustendil
LÉglise Saint-Georges (bulgare : църква „Свети Георги“, tsarkva „Sveti Georgi“) est une église médiévale orthodoxe orientale située dans la ville de Kyoustendil, qui se trouve dans le sud-ouest de la Bulgarie et qui est la capitale administrative de la province de Kyustendil. L'église se situe dans le quartier de Kolusha, qui était historiquement séparé de la ville. Sa construction remonte aux Xe siècle–XIe siècle, tandis que ses fresques sont légèrement postérieures, les premières couches ayant été peintes aux XIe siècle–XIIe siècle.

## Histoire
L'église Saint-Georges date vraisemblablement de la fin du Xe siècle ou du début du XIe siècle, vu son apparence architecturale et de ses peintures murales, ce qui en fait l'église la plus ancienne conservée de la ville,. Elle est située dans la partie sud-ouest de Kyoustendil, dans l'ancien village de Kolusha, qui est intégré à la ville en 1939.
Il existe une théorie selon laquelle l'empereur bulgare Michel III Chichman Asen aurait été enterré dans l'église Saint-Georges après avoir péri lors de la bataille de Velbajd en 1330,. Cette bataille constitue une victoire serbe sur le Second Empire bulgare, ouvrant la voie à la courte domination serbe sur les Balkans au milieu du XIVe siècle. Cependant, l'érudite Bistra Nikolova rejette entièrement cette théorie comme étant une « référence erronée dans la littérature [sur l'histoire bulgare] ».
Bien qu'elle soit située en dehors de Kyuštendil à l'époque, jusqu'à la construction de l'église principale de style Renaissance bulgare en 1816, l'église Saint-Georges a servi de cathédrale pour Kyuštendil. L'église a subi des dommages importants au cours du XIXe siècle, durant la période de la domination ottomane sur la Bulgarie ; elle a été presque entièrement détruite, ne laissant que les fondations des arches. Elle a été reconstruite entre 1878 et 1880, juste après l'établissement du Principauté de Bulgarie,, avec une restauration supplémentaire dans les années 2000.

## Architecture et décoration
L'église suit le design byzantin en croix grecque et mesure 8,70 m. Le dôme est octogonal et comporte huit travées, dont quatre contiennent des fenêtres. Il n'y a pas de narthex et la cella apparaît carrée. Un total de six piliers soutient l'église de l'intérieur. Deux encadrent l'entrée de l'autel, tandis que les quatre autres se trouvent sous le dôme. L'église possède trois absides, toutes de forme demi-circulaire. Les matériaux utilisés pour la construction de l'église sont des briques et du mortier, ce qui donne lieu à des rangées alternées de rouge et de blanc.

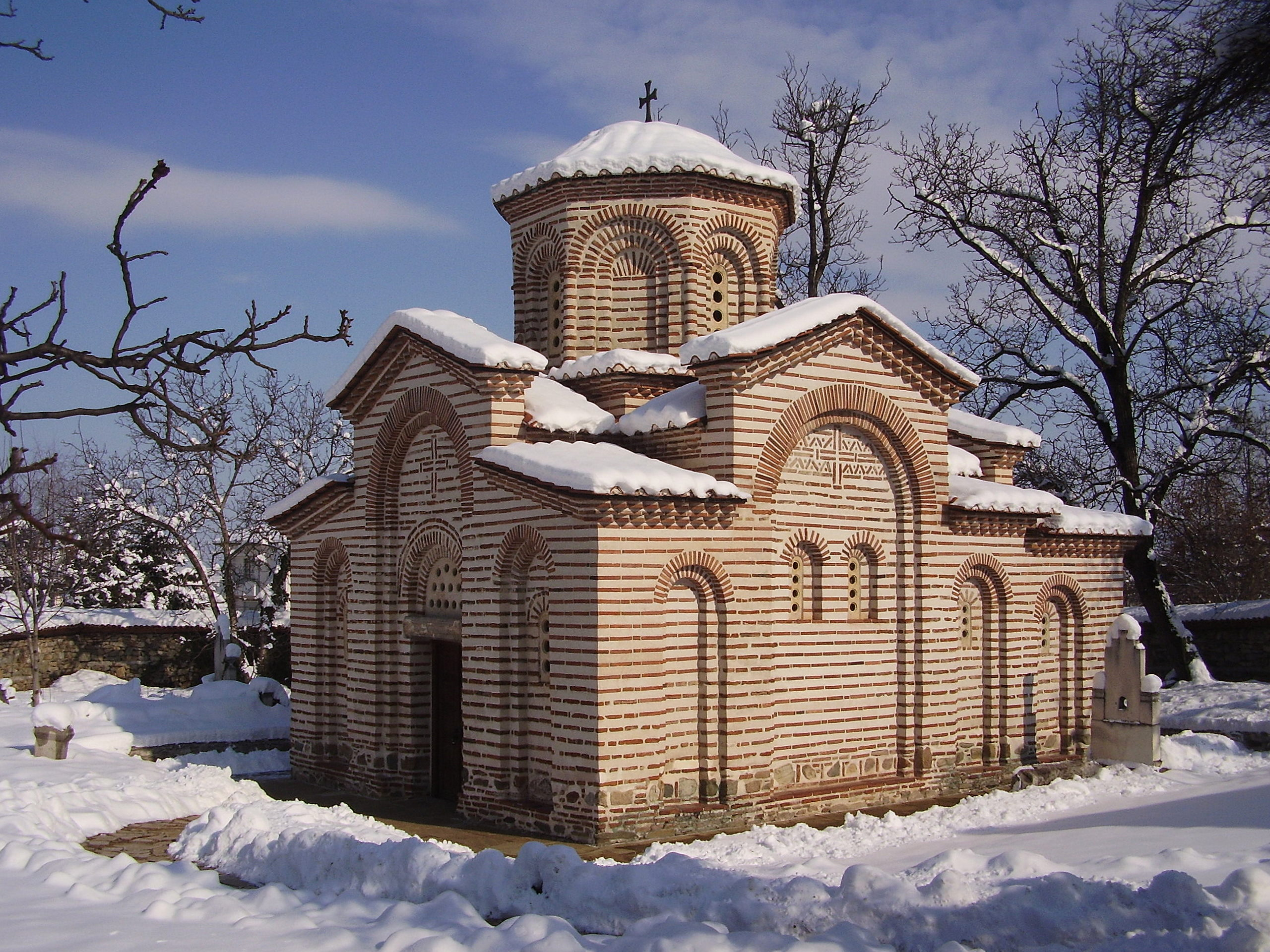
L'église Saint-Georges de Kyoustendil, photographie prise en 2009.

L'intérieur de l'église a conservé un certain nombre de fresques médiévales, en particulier dans les parties inférieures des murs et des piliers. Les peintures de l'autel datent des XIe siècle–XIIe siècle, tandis que la décoration des piliers remonte au XIIe siècle. Toutes les inscriptions qui accompagnent les fresques sont en grec médiéval. L'autel présente les images de quatre diacres portant un encensoir et des monstrances, ainsi que deux évêques qui pourraient être identifiés comme Basile de Césarée et Jean Chrysostome. Un certain nombre de saints sont également représentés à l'intérieur de l'église, notamment Saint Élie, Saints Cosmas et Damian, Saint Hermolaus, Saint Pantaleon, et quatre saintes non identifiées. Il existe également des œuvres d'art plus récentes dans l'église, notamment des icônes ou des fresques du peintre Ivan Dospevski datant de 1881 ainsi que des œuvres de Mihail Belstoynev.

## Statut patrimonial
En raison de sa valeur architecturale et artistique, l'église Saint-Georges fait partie de la liste des monuments de culture d'importance nationale en Bulgarie depuis 1927. Avec la réorganisation de cette liste dans les années 1960, elle y est inscrite à la fois en tant que monument architectural et en tant que monument artistique, respectivement en 1968 et 1969. Avec la maison natale de Dimitar Pechev et la Galerie d'art Vladimir Dimitrov – Maystora, elle est depuis 2010 classée au numéro 26 parmi les 100 sites touristiques de Bulgarie.